# Foluszczyki
Foluszczyki [fɔluʂˈt͡ʂɨki] es un pueblo ubicado en el distrito administrativo de Gmina Galewice, dentro del distrito de Wieruszów, voivodato de Łódź, en Polonia central. Se encuentra aproximadamente a 8 kilómetros al norte de Galewice, a 16 kilómetros al noreste de Wieruszów, y a 93 kilómetros al suroeste de la capital regional Lodz.